# Skog
Skog est une localité de Suède dans la commune de Söderhamn située dans le comté de Gävleborg.
Sa population était de 97 habitants en 2015.